# Das verhexte Telefon

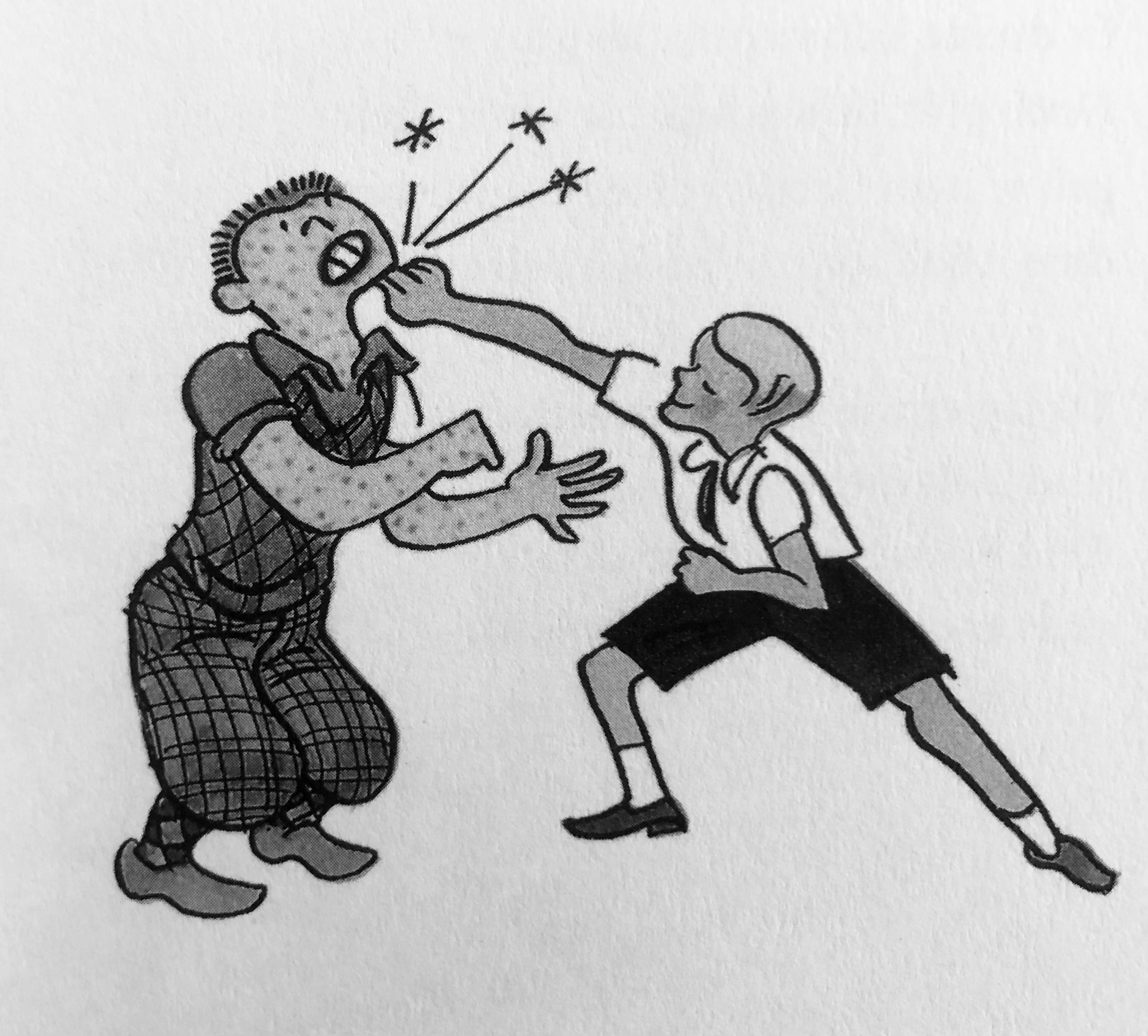
Vignette des Gedichts Der Preisboxer (Walter Trier, 1930)

Das verhexte Telefon ist ein Gedichtband für Kinder von Erich Kästner und Walter Trier. Er erschien erstmals im November 1930 als einzelnes großformatiges Farbbilderbuch zeitgleich mit dem Kinderlyrikband Arthur mit dem langen Arm bei Williams & Co., einem Berliner Kinder- und Jugendbuchverlag von Edith Jacobsohn. Spätere Ausgaben wurden um Gedichte aus Arthur mit dem langen Arm erweitert, da dieses nicht mehr neu aufgelegt wurde.

## Entstehung
Im Frühjahr 1930 schlug Erich Kästner wohl der Verlegerin Edith Jacobson vor, für das Weihnachtsgeschäft einige seiner Kindergedichte – ähnlich dem Buch vom Struwwelpeter – in zwei großformatigen Kinderlyrikbänden mit Farbillustrationen von Walter Trier in ihrem Verlag Williams & Co. zu veröffentlichen. Wenige Monate zuvor war schon sein nach Kinderbuch Emil und die Detektive im gleichen Verlag mit großem Erfolg erschienen. Genauere Umstände sind nicht bekannt. Im Börsenblatt zwei Wochen vor angekündigt, begann der Verkauf der beiden Kinderlyrikbände Das verhexte Telefon und Arthur mit dem langen Arm. Sie enthielten je vier Gedichte mit farbigen Vignetten von Walter Trier. Auch die Vorworte waren kürzere Gedichte. Im Jahr 1954 veröffentlichte der Atrium-Verlag, sowie anschließend daran andere Verlage, eine neue Ausgabe, allerdings ohne das Vorwortgedicht und mit drei Gedichten aus dem Gedichtband Arthur mit dem langen Arm, der nicht mehr neu aufgelegt wurde. Spätere Ausgaben enthielten auch wieder das Vorwort und alle vier Gedichte von Arthur mit dem langen Arm.

## Inhalt und Form
Der Kindergedichteband besteht aus einem Vorwort und den vier Hauptgedichten: Das verhexte Telefon, Der Preisboxer, Ferdinand saugt Staub und Übermut tut selten gut.
Die Reime und Strophenstruktur der Gedichte ist einheitlich. Die meisten Strophen sind meist kreuzgereimte Vierzeiler (abab), manchmal auch paargereimt (aabb). Die Schlussstrophe von Das verhexte Telefon und alle Strophen von Ferdinand saugt Staub bestehen aus Fünfzeilern im Reimschema abaab, die zwei mittleren Strophen des Vorworts aus Sechszeilern im Schema aabbcc. Drei Versgeschichten bestehen aus vierzehn Strophen, Ferdinand saugt Staub aus neun, das Vorwortgedicht aus vier Strophen. Verglichen mit Arthur mit dem langen Arm gibt es mehr Variationen. Die Metrik wird von vierhebigen Versen dominiert, die abwechselnd im Jambus und Trochäus verfasst sind. Demgegenüber besteht Übermut tut selten gut aus fünfhebigen Trochäen.
Die Gedichte lassen sich schwer einer bestimmten Gattung zuweisen. Diese komisch-grotesken Kindergedichte können nach Hans-Heino Ewers als „literarische Moritat“ bezeichnet werden, da sie eine stilistische Nähe zur Moritat aufweisen. Manfred Altner sieht eine Nähe zum Bänkelsang.

## Literarische Einordnung
Die beiden großformatigen Gedichtbände mit Farbillustrationen stellen eine moderne Variante der komisch-grotesken Kinderlyrik dar, wie sie Heinrich Hoffmann im Struwwelpeters zur Mitte des 19. Jahrhunderts verfasste. Auch Anklänge an Christian Morgenstern und Wilhelm Busch finden sich. Die beiden Versbilderbücher Arthur mit dem langen Arm und Das verhexte Telefon sind einmalig im Gesamtwerk Erich Kästners. Einmalig ist auch, dass es sich als Gemeinschaftswerk von Erich Kästner und Walter Trier darstellt und beide Namen schon im Untertitel genannt werden.

## Rezeption
Der Gedichtband Das verhexte Telefon erschien mit einer Startauflage von 3000, die schon nach einem Monat verkauft waren. Auch wenn Kästner sich mehr erhofft hatte, wurden bis Ende 1935 insgesamt 10.000 Exemplare verkauft. Das ist zwar deutlich weniger als bei seinen Romanen für Kinder, kann sich aber durchaus mit den Verkaufszahlen seiner anderen Gedichtbände messen.
Die Wissenschaft hat den Gedichtband bis in jüngste Zeit weitgehend ignoriert. So gibt es bis heute keine Studie, die Kästners Kinderlyrik insgesamt betrachtet. Allerdings wird ihm zugestanden, dass er einen wichtigen Schritt auf dem Weg zu moderner Kinderlyrik darstellt. Ausnahmen davon sind insbesondere Elisabeth-Charlotte Breuls in Jugendbücher Erich Kästners, Esther Steck-Meier mit ihrer erzähltheoretischen Untersuchung und Michael Sahr, der sich eingehender mit der Didaktik Erich Kästners beschäftigt hat.

## Ausgaben
- Erich Kästner: Das verhexte Telefon Williams & Co., Berlin-Grunewald 1931 [recte: 1930]. Mit Illustrationen von Walter Trier.

## Sekundärliteratur
- Elisabeth-Charlotte Breul: 1958. Die Jugendbücher Erich Kästners. Studien zur Jugendliteratur 4: 1958, S. 28–79.
- Esther Steck-Meier: 1999. Erich Kästner als Kinderbuchautor. Eine erzähltheoretische Analyse. Peter Lang, Bern et al. 1999.
- Michael Sahr: Es muß nicht immer „Emil“ sein – Die Kindergedichte Erich Kästners. In: Ders. Lauter Lieblingsbücher. Geschichten und Bücher der frühen Jahre, 23–33. Schneider-Verlag Hohengehren, Baltmannsweiler 2007.
- Stefan Nauhaus (Hg.): Kästner-Handbuch: Leben – Werk – Wirkung, Springer Verlag, Berlin 2023, ISBN 978-3-662-67226-6.